# Seiki Yoshioka
Pour les articles homonymes, voir Yoshioka (homonymie).
Seiki Yoshioka (吉岡 世起, Yoshioka Seiki), né le 5 janvier 1988 à Kumamoto, est un catcheur japonais connu pour ses matchs à la Wrestle-1.

## Carrière

### Wrestle-1 (2013-...)
Le 15 février 2014, Seiki Yoshioka est un des participants de la bataille royale pour désigner le challenger pour le championnat de la division X de la Total Nonstop Action Wrestling (TNA) qui voit la victoire de Seiya Sanada.
Le 22 mars, il perd contre Seiya Sanada et ne remporte pas le TNA X Division Championship.
Grâce à la relation entre la Wrestle-1 et la Pro Wrestling Zero1, lui et Shūji Kondō battent "brother" YASSHI et Takuya Sugawara et remportent les NWA International Lightweight Tag Team Championship. Le 1er mars 2015, ils perdent les titres contre "brother" YASSHI et Takuya Sugawara.
Le 9 octobre 2015, lui, Jiro Kuroshio et Yasufumi Nakanoue battent new Wild order (Akira, Jun Kasai et Kumagoro) et remportent les UWA World Trios Championship. Le 3 novembre, ils perdent les titres contre Real Desperado (Kazma Sakamoto, Koji Doi et Nosawa Rongai). Le 27 novembre 2015, lui, Jiro Kuroshio et Yasufumi Nakanoue battent Real Desperado (Kazma Sakamoto, Koji Doi et Nosawa Rongai) et remportent les UWA World Trios Championship pour la deuxième fois.
Le 31 janvier 2016, ils perdent contre Minoru Tanaka, Kaz Hayashi et Tajiri et ne remportent pas les vacants UWA World Trios Championship.
Le 29 juillet 2016, lui, Daiki Inaba et Andy Wu battent Minoru Tanaka, Kaz Hayashi et Tajiri et remportent les UWA World Trios Championship. Le 27 août, ils conservent leur titres contre Kai, Hiroki Murase et Shota. Le 28 octobre, ils conservent leur titres contre TriggeR (Masayuki Kōno et Shūji Kondō) et Nosawa Rongai. Le 7 décembre, lui, Yusuke Kodama, Andy Wu, Daiki Inaba, Jiro Kuroshio, Koji Doi, Kumagoro et Kohei Fujimura forment un groupe nommé NEW ERA. Le 9 décembre, lui, Andy Wu et Daiki Inaba perdent leur titres contre Jun Kasai, Nosawa Rongai et Shūji Kondō,.
Le 20 mars 2017, il bat Mazada et remporte le Wrestle-1 Cruiser Division Championship.
Le 23 novembre, il rejoint Strong Hearts et révèle qu'il était un espion de la Wrestle-1 pour le clan et plus tard dans la soirée, il fait équipe avec T-Hawk et El Lindaman et ensemble ils battent Enfants Terribles (Shotaro Ashino, Kenichiro Arai et Kuma Arashi).

### Dramatic Dream Team (2018–2019)
Lors de DDT Judgement 2019, lui et CIMA perdent contre Moonlight Express (Mike Bailey et MAO) dans un Three Way Match qui comprenaient également  Shuten Doji (Masahiro Takanashi et Yukio Sakaguchi) et ne remportent pas les KO-D Tag Team Championship.

### Pro Wrestling NOAH (2018, 2020-...)
Le 30 juin 2018, il effectue ces débuts à la Pro Wrestling NOAH lors d'un show produit par un des clans de la promotion, RATEL'S, dans lequel il fait équipe avec Hayata pour battre Jiro Kuroshio et Yo-Hey.
Lors de Destination 2021, il bat Daisuke Harada et remporte le GHC Junior Heavyweight Championship,,,. Lors de Great Voyage 2021 In Fukuoka, il perd son titre contre Atsushi Kotoge,,.

### Stinger (2021-...)
Le 2 mai 2021, durant un match entre Stinger et Full Trottle, il se retourne contre Hajime Ohara, quittant Full Trottle pour devenir le quatrième membre de Stinger. Lors de Cross Over 2021 In Hiroshima, lui et Yuya Susumu battent Daisuke Harada et Hajime Ohara et remportent les GHC Junior Heavyweight Tag Team Championship. Lors de Cross Over 2021 In Hiroshima, ils perdent les titres contre Atsushi Kotoge et Hajime Ohara.
Lors de Wrestle Kingdom 16 - Tag 3, lui et HAYATA battent Bullet Club (Taiji Ishimori et Gedo).
Le 7 juin, lui, Yoshinari Ogawa et Yuya Susumu battent Los Perros del Mal de Japón (Eita, Kotarō Suzuki et Nosawa Rongai) et remportent les Open the Triangle Gate Championship de la Dragon Gate. Le lendemain, ils perdent les titres contre Daisuke Harada, Atsushi Kotoge et Yo-Hey.

## Prises de finition et prises favorites
- Prises de finition
  - Swanton Bomb (High Angle Senton)

- Équipes et clans
  - Strong Hearts (2018–2020)
  - Sugiura-gun (2020)
  - Stinger (2021-...)

## Palmarès
- All Star Wrestling
  - 1 fois British Light Heavyweight Championship

- Pro Wrestling KAGEKI
  - 1 fois Hakata Tag Team Championship avec SUSUMU

- Dragon Gate
  - 1 fois Open the Triangle Gate Championship avec Yoshinari Ogawa et Yuya Susumu

- Pro Wrestling NOAH
  - 1 fois GHC Junior Heavyweight Championship
  - 3 fois GHC Junior Heavyweight Tag Team Championship avec Yuya Susumu (2) et Atsushi Kotoge (1)

- Pro Wrestling Zero1
  - 1 fois NWA International Lightweight Tag Team Championship avec Shūji Kondō

- Wrestle-1
  - 3 fois Wrestle-1 Cruiser Division Championship
  - 3 fois UWA World Trios Championship avec Jiro Kuroshio et Yasufumi Nakanoue (2), et Andy Wu et Daiki Inaba (1)
  - Wrestle-1 Cruiser Festival (2019)